# تخويف (مغالطة)
مغالطة التخويف، وهي تحصل حينما يُعتقد بأن مجرد وجود التخويف أو التهديد في سياق الدعوى، فهذا يجعلها مقبولة. وهذه المغالطة تسير على النحو التالي:
1. يتم طرح دعوى (ص) -باعتبار أنها مخيفة أو تثير الفزع-
2. إذن، دعوى (س) صحيحة. - وهذه الدعوى قد تكون لها علاقة بدعوى (ص)، وقد لا تكون -.

وهذا يعتبر مغالطة لأن إثارة الخوف والفزع في نفوس الناس لا يمكن أن يكون دليلاً على صحة دعوى. وهنا يجب التفرقة بين ما يسمى «سبب عقلاني للتصديق rational reason to believe» وهو تصديق قائم على الدليل، ويقود بشكل منطقي وعقلاني إلى الدعوى، وبين «سبب تحوطي للتصديق prudential reason to believe» وهو قائم على وجود دافع، فقبول الدعوى بسبب عوامل خارجية (مثل تهديد أو خوف أو مصلحة أو مفسدة قد تنتج عن قبول الدعوى) وهذا يتعلق بقيم الشخص ومبادئه، وليس بصحة الدعوى من خطئها. فارتكاب هذه المغالطة يتم دائماً نتيجة للنوع الثاني.

## المنطق
تتخذ هذه المغالطة الشكل التالي: طرح شخص ما فكرتين (أ) و (ب)، لكنه يخوف الطرف الآخر من الفكرة البديلة (ب)، لذا يعتقد الطرف الآخر أن (ب) فكرة غير صحيحة لأن تبعاتها أو نتائجها مخيفة. إن هذا الادعاء غير صحيح، وعادة ما يُستخدم الالتماس إلى العاطفة (أو التوسل بالعاطفة) لاستغلال مخاوف الطرف الآخر، مما يتيح لصاحب الادعاء دعم فكرة معينة –لنقل أنها الفكرة (أ) في المثال السابق –تلبي حاجاته وحده. وتدخل مغالطة المأزق المفتعل في هذا الادعاء، أي اعتبار الفكرة (ب) في المثال السابق الحل البديل والوحيد.

## الخوف وعدم اليقين والشك
إن الخوف وعدم اليقين والشك هي إستراتيجية تنتمي لهذه المغالطة، وهي مستخدمة بشدة في مجال المبيعات والتسويق. حيث تحاول شركة ما نشر معلومات غير صحية وسلبية (وغالباً غير واضحة) عن منتجات الشركات المنافسة. اختُرع هذا المصطلح لوصف الاستراتيجيات التي تعتمد على التضليل في مجال صناعة عتاد الحواسيب (الأجزاء المادية من الحاسوب أو الـ Hardware)، ثم استخدم هذا المصطلح على نطاق واسعٍ وفي مجالات عديدة.
تتميز هذه الاستراتيجية (الخوف وعدم اليقين والشك) بسياسة “الإكراه الخفي” عن طريق استخدام جميع أشكال التضليل كسلاحٍ في المنافسة مع الشركات الأخرى. وتخلق هذه الاستراتيجية حالة معينة تُجبر وتشجع المستهلكين على شراء المنتجات وفقاً للشركة المصنعة، بدون الاحتكام إلى المواصفات التقنية لكل منتج.
يوضح منافسو شركات الحواسيب العملاقة أن استخدام هذه الاستراتيجية، ونشر الخوف والشك وعدم اليقين، هي طرق غير أخلاقية تستخدمها الشركات العملاقة لتسويق المنتجات التقنية.

## استخدام المغالطة في سبيل الإقناع
غالباً ما تُستخدم مغالطات التوسل بالتخويف في مجال التسويق والسياسة الاجتماعية، وذلك باعتبارها طريقة مفيدة في إقناع الجماهير. فالخوف أداة نافعة في تغيير سلوك واتجاه الأفراد، حيث يتأثر هذا السلوك بالدوافع أولاً، وبقدرة الأفراد على استيعاب هذا التخويف.
هناك أمثلة عديدة عن هذا النوع من المغالطات، كالتخويف من الإقصاء الاجتماعي أو الطرد من الوظيفة مثلاً ، أو الإصابة بالسرطان بسبب التدخين، أو الخوف من قيادة السيارة بسبب الحوادث.
يتمثل التوسل بالخوف على هيئة دالة رتيبة، أي أن ازدياد مستوى الخطر المزعوم لا يؤدي دائماً إلى زيادة الإقناع والتخويف من هذا الخطر. فعلى سبيل المثال، هناك دراسة حول رسائل الخدمات العامة التي تحذر من مرض الإيدز، حيث وُجد أن الرسائل عنيفة المحتوى أو المخيفة لم تؤثر أبداً على الأفراد المتلقين، بل على العكس تماماً، رُفضت هذه الرسائل وكانت عديمة الجدوى. بينما وجدت هذه الدراسة أن الرسائل التي تخوف من الإيدز بطريقة معتدلة قد لاقت اهتماماً كبيراً، وكانت ذات تأثير كبيرٍ في اتجاه وسلوك الأفراد.
لا يعتبر البعض أن مستوى الخوف هو العامل الحاسم في تغيير اتجاه الجماهير عند إقناعهم بفكرة معينة. بل يعتبرون أن الرسالة الحاوية على نصائح للتعامل مع هذا الخوف هي الأنجع والأكثر تأثيراً.